# Festival de la Cançó d'Eurovisió Júnior
El Festival de la Cançó d'Eurovisió Júnior —Junior Eurovision Song Contest (anglès)— és un concurs organitzat per la Unió Europea de Radiodifusió, a imatge i semblança del Festival de la Cançó d'Eurovisió, però per a nens i nenes d'entre 9 i 14 anys  (inicialment entre 8 i 15 anys).

## Seus
| Any  | País          | Ciutat      | Lloc                            | Presentador                                                       | Participants |
| ---- | ------------- | ----------- | ------------------------------- | ----------------------------------------------------------------- | ------------ |
| 2003 | Dinamarca     | Copenhaguen | Forum Arena                     | Camilla Ottesen i Remee                                           | 16           |
| 2004 | Noruega       | Lillehammer | Haakons Hall                    | Stian Barsnes Simonsen i Nadia Hasnaoui                           | 18           |
| 2005 | Bèlgica       | Hasselt     | Ethias Arena                    | Marcel Vanthilt i Maureen Louys                                   | 16           |
| 2006 | Romania       | Bucarest    | Sala Polivalenta                | Andreea Marin i Ioana Ivan                                        | 15           |
| 2007 | Països Baixos | Rotterdam   | Ahoy                            | Sipke Jan Bousema i Kim-Lian van der Meij                         | 17           |
| 2008 | Xipre         | Limassol    | Palais des Sports               | Axel Michael i Sophia Paraskeva                                   | 15           |
| 2009 | Ucraïna       | Kíev        | Palau dels Esports de Kíev      | Ani Lorak, Timur Miroshnichenko i Dmytro Borodin                  | 13           |
| 2010 | Belarús       | Minsk       | Minsk Arena                     | Leila Ismailova i Dennis Kourian                                  | 14           |
| 2011 | Armènia       | Yerevan     | Complex Karen Demirchyan        | Gohan Gasparyan i Garik Martirosyan                               | 13           |
| 2012 | Països Baixos | Amsterdam   | Heineken Music Hall             | Ewout Genemans i Kim-Lian van der Meij                            | 12           |
| 2013 | Ucraïna       | Kíev        | Palau dels Esports              | Timur Miroshnychenko i Zlata Ognevich                             | 12           |
| 2014 | Malta         | Malta       | Malta Shipbuilding de Marsa     | Moira Delia                                                       | 16           |
| 2015 | Bulgària      | Sofia       | Arena Armeec                    | Poli Genova                                                       | 17           |
| 2016 | Malta         | La Valletta | Mediterranean Conference Centre | Ben Camille i Valerie Vella                                       | 17           |
| 2017 | Geòrgia       | Tbilisi     | Palau Olímpic de Tbilissi       | Helen Kalandadze i Lizi Japaridze                                 | 16           |
| 2018 | Belarús       | Minsk       | Minsk Arena                     | Eugene Perlin, Zinaida Kupriyanovich i Helena Meraai              | 20           |
| 2019 | Polònia       | Gliwice     | Gliwice Arena                   | Ida Nowakowska, Aleksander Sikora i Roksana Węgiel                | 19           |
| 2020 | Polònia       | Varsòvia    | Estudis de Telewizja Polska     | Ida Nowakowska, Małgorzata Tomaszewska i Rafał Brzozowski         | 12           |
| 2021 | França        | París       | La Seine Musicale               | Carla Lazzari, Élodie Gossuin i Olivier Minne                     | 19           |
| 2022 | Armènia       | Erevan      | Complex Karèn Demirtxian        | Ivetà Mukutxian, Garik Papoyan, Karina Ignatyan i Robin, el robot | 16           |
| 2023 | França        | Niça        | Palais Nikaïa                   | Olivier Minne, Laury Thilleman i Ophenya                          | 16           |
| 2024 | Espanya       | Madrid      | Caja Mágica                     | Ruth Lorenzo, Marc Clotet i Melani García                         | 17           |

## Participació
L'any 2024, quan va tenir lloc la vint-i-dosa edició, 41 països hi havien participat almenys una vegada. A diferència de la versió per a adults, el nombre de països participants canvia dràsticament en cada edició. L'edició amb major nombre de participants va ser l'any 2018, quan 20 països es van registrar per participar a Minsk, Bielorússia. Per contra, el nombre més baix registrat va ser de 12 participants a Amsterdam 2012, Kíev 2013 i Varsòvia 2020. L'únic país que va participar en totes les edicions del certamen és Holanda.
| Any  | Països segons el seu debut |
| ---- | --- |
| 2003 | Bèlgica, Belarús, Xipre, Croàcia, · Dinamarca, Espanya, Grècia, Letònia, Macedònia del Nord, Malta, Noruega, · Països Baixos, Polònia, Regne Unit, Romania, Suècia |
| 2004 | França, Suïssa |
| 2005 | Rússia, Sèrbia i Montenegro |
| 2006 | Portugal, Sèrbia, Ucraïna |
| 2007 | Armènia, Bulgària, Geòrgia, Lituània |
| 2010 | Moldàvia |
| 2012 | Albània, Azerbaidjan, Israel |
| 2013 | San Marino |
| 2014 | Eslovènia, Itàlia, Montenegro |
| 2015 | Austràlia, Irlanda |
| 2018 | Gal·les, Kazakhstan |
| 2020 | Alemanya |
| 2023 | Estònia |

| Any  | Països segons es retiren                                                            |
| ---- | ----------------------------------------------------------------------------------- |
| 2005 | Xipre, França, Polònia, Suïssa                                                      |
| 2006 | Dinamarca, Letònia, Noruega, Regne Unit, · Sèrbia i Montenegro                      |
| 2007 | Croàcia, Espanya                                                                    |
| 2008 | Portugal, Suècia                                                                    |
| 2009 | Bulgària, Grècia, Lituània                                                          |
| 2010 | Xipre, Romania                                                                      |
| 2011 | Malta, Sèrbia                                                                       |
| 2012 | Bulgària, Letònia, Lituània, Macedònia del Nord                                     |
| 2013 | Albània, Bèlgica, Israel                                                            |
| 2014 | Azerbaidjan, Macedònia del Nord, Moldàvia                                           |
| 2015 | Xipre, Croàcia, Suècia                                                              |
| 2016 | Eslovènia, Montenegro, San Marino                                                   |
| 2017 | Bulgària, Israel                                                                    |
| 2018 | Xipre                                                                               |
| 2019 | Azerbaidjan, Israel                                                                 |
| 2020 | Albània, Armènia, Austràlia, Gal·les, Irlanda, Itàlia, Macedònia del Nord, Portugal |
| 2021 | Belarús                                                                             |
| 2022 | Alemanya, Azerbaidjan, Bulgària, Rússia                                             |
| 2023 | Kazakhstan, Sèrbia                                                                  |
| 2024 | Regne Unit                                                                          |
| 2025 | Alemanya, Estonia                                                                   |

| Any  | Països segons retornen                                                                 |
| ---- | -------------------------------------------------------------------------------------- |
| 2006 | Xipre                                                                                  |
| 2009 | Suècia                                                                                 |
| 2010 | Letònia, Lituània                                                                      |
| 2011 | Bulgària                                                                               |
| 2013 | Macedònia del Nord, Malta                                                              |
| 2014 | Bulgària, Xipre, Croàcia, Sèrbia                                                       |
| 2015 | Albània, Macedònia del Nord                                                            |
| 2016 | Xipre, Israel, Polònia                                                                 |
| 2017 | Portugal                                                                               |
| 2018 | Azerbaidjan, França, Israel                                                            |
| 2019 | Espanya                                                                                |
| 2021 | Albània, Armènia, Azerbaidjan, Bulgària, Irlanda, Itàlia, Macedònia del Nord, Portugal |
| 2022 | Regne Unit                                                                             |
| 2023 | Alemanya                                                                               |
| 2024 | San Marino, Xipre                                                                      |
| 2025 | Azerbaidjan, Croàcia, Montenegro                                                       |

## Guanyadors

### Per edició

Junior Eurovision Winners

| Edició | Guanyador     | Segona posició | Tercera posició | Quarta posició | Cinquena posició   |
| ------ | ------------- | -------------- | --------------- | -------------- | ------------------ |
| 2003   | Croàcia       | Espanya        | Regne Unit      | Belarús        | Dinamarca          |
| 2004   | Espanya       | Regne Unit     | Croàcia         | Romania        | Dinamarca          |
| 2005   | Belarús       | Espanya        | Noruega         | Dinamarca      | Romania            |
| 2006   | Rússia        | Belarús        | Suècia          | Espanya        | Sèrbia             |
| 2007   | Belarús       | Armènia        | Sèrbia          | Geòrgia        | Macedònia del Nord |
| 2008   | Geòrgia       | Ucraïna        | Lituània        | Malta          | Macedònia del Nord |
| 2009   | Països Baixos | Armènia        | Rússia          | Bèlgica        | Ucraïna            |
| 2010   | Armènia       | Rússia         | Sèrbia          | Geòrgia        | Belarús            |
| 2011   | Geòrgia       | Països Baixos  | Belarús         | Rússia         | Armènia            |
| 2012   | Ucraïna       | Geòrgia        | Armènia         | Rússia         | Bèlgica            |
| 2013   | Malta         | Ucraïna        | Belarús         | Rússia         | Geòrgia            |
| 2014   | Itàlia        | Bulgària       | Armènia         | Malta          | Rússia             |
| 2015   | Malta         | Armènia        | Eslovènia       | Belarús        | Albània            |
| 2016   | Geòrgia       | Armènia        | Itàlia          | Rússia         | Austràlia          |
| 2017   | Rússia        | Geòrgia        | Austràlia       | Països Baixos  | Belarús            |
| 2018   | Polònia       | França         | Austràlia       | Ucraïna        | Malta              |
| 2019   | Polònia       | Kazakhstan     | Espanya         | Països Baixos  | França             |
| 2020   | França        | Kazakhstan     | Espanya         | Països Baixos  | Belarús            |
| 2021   | Armènia       | Polònia        | França          | Geòrgia        | Azerbaidjan        |
| 2022   | França        | Armènia        | Geòrgia         | Irlanda        | Regne Unit         |
| 2023   | França        | Espanya        | Armènia         | Regne Unit     | Ucraïna            |
| 2024   | Geòrgia       | Portugal       | Ucraïna         | França         | Malta              |

### Per país
| Victòries | País          | Any/s                  |
| --------- | ------------- | ---------------------- |
| 4         | Geòrgia       | 2008, 2011, 2016, 2024 |
| 3         | França        | 2020, 2022, 2023       |
| 2         | Armènia       | 2010, 2021             |
| 2         | Polònia       | 2018, 2019             |
| 2         | Rússia        | 2006, 2017             |
| 2         | Malta         | 2013, 2015             |
| 2         | Belarús       | 2005, 2007             |
| 1         | Itàlia        | 2014                   |
| 1         | Ucraïna       | 2012                   |
| 1         | Països Baixos | 2009                   |
| 1         | Espanya       | 2004                   |
| 1         | Croàcia       | 2003                   |

## Diferències amb el festival d'adults
A diferència del que ocorre al Festival de la Cançó d'Eurovisió tradicional, la seu del festival no es determina pel país guanyador de l'any anterior, sinó que es tria de bestreta d'entre els països que s'ofereixen a organitzar-lo. No obstant això, des de 2013, es va establir que el país guanyador tindrà preferència per organitzar-lo si ho desitgés.
D'altra banda, els països participants han de cantar obligatòriament en una de les seves llengües oficials, mentre que en el festival tradicional existeix llibertat d'idioma des de 1999. No obstant això, hi poden introduir fragments en altres idiomes. A més a més, al festival de la Cançó d'Eurovisió Júnior, la cançó ha d'estar escrita per almenys un dels membres que actuïn representant el seu país i no pot haver estat publicada abans de la seva elecció per al festival.
Una altra diferència notable és que un mateix artista no pot repetir la seva participació més d'una vegada en aquest festival, però malgrat això, la Unió Europea de Radiodifusió va concedir un permís especial perquè Ekaterina Ryabova (segon lloc per Rússia en 2009) tornés a representar el seu país en l'edició (2011), fet que va suposar la primera vegada que això es produeix en la història del concurs. Segons Sietse Bakker, supervisor de l'esdeveniment, aquesta regla podria deixar d'aplicar-se. En 2010, Ekaterina va ser prèviament desqualificada quan es va presentar a la preselecció russa per al certamen a causa de l'existència d'aquesta norma.

## Identitat visual i eslògans

### Identitat visual

Logotip del Festival de la Cançó d'Eurovisió Junior entre 2008 i 2014.

Logotip del Festival de la Cançó d'Eurovisió Junior entre 2015 i 2022.

Logotip del Festival de la Cançó d'Eurovisió Junior entre 2023 i 2025.

Després d'haver comptat amb una imatge diferenciada del Festival de la Cançó d'Eurovisió, el logotip genèric a l'estil del certamen sènior es va introduir per a l'edició de 2008 a Limassol, per a crear una identitat visual coherent. Cada any del concurs, l'emissora amfitriona crea un subtema que sol anar acompanyat i expressat per un sublogo i un eslògan.
El logotip genèric es va renovar al març de 2015, set anys després de la creació del primer. El logotip es va utilitzar per primera vegada el 2015 a Sofia.
El logotip genèric es va actualitzar de nou després d'anunciar-se que Niça seria la ciutat amfitriona del concurs el 2023, on es presentaria el símbol de la «bandera dins del cor» del Festival de la Cançó d'Eurovisió per a adults, el qual es va utilitzar fins a 2025, ja que el 2026 s'adaptaria a la imatge amb la qual es va renovar el certamen sènior pel seu 70è aniversari.

### Eslògans
Des de 2005, cada edició ha tingut un eslògan, triat per l'emissora amfitriona. Amb base en aquest eslògan, es desenvolupaven el tema i el disseny visual. No obstant això, el 18 d'agost de 2025 es va anunciar que Eurovisió Júnior adoptaria el mateix eslògan que la versió adulta del certamen: «United by Music» de manera permanent.
| Any         | País amfitrió | Ciutat amfitriona | Eslògan               |
| ----------- | ------------- | ----------------- | --------------------- |
| 2005        | Bèlgica       | Hasselt           | Let's Get Loud        |
| 2006        | Romania       | Bucarest          | Let the Music Play    |
| 2007        | Països Baixos | Rotterdam         | Make a Big Splash     |
| 2008        | Xipre         | Limassol          | Fun in the Sun        |
| 2009        | Ucraïna       | Kíiv              | For the Joy of People |
| 2010        | Belarús       | Minsk             | Feel the Magic        |
| 2011        | Armènia       | Erevan            | Reach for the Top!    |
| 2012        | Països Baixos | Amsterdam         | Break the Ice         |
| 2013        | Ucraïna       | Kíiv              | Be Creative           |
| 2014        | Malta         | Marsa             | #Together             |
| 2015        | Bulgària      | Sofia             | #Discover             |
| 2016        | Malta         | La Valletta       | Embrace               |
| 2017        | Geòrgia       | Tbilisi           | Shine Bright          |
| 2018        | Belarús       | Minsk             | #LightUp              |
| 2019        | Polònia       | Gliwice           | Share the Joy         |
| 2020        | Polònia       | Varsòvia          | #MoveTheWorld         |
| 2021        | França        | París             | Imagine               |
| 2022        | Armènia       | Erevan            | Spin the Magic        |
| 2023        | França        | Niça              | Heroes                |
| 2024        | Espanya       | Madrid            | Let’s Bloom           |
| Des de 2025 | —             | —                 | United by Music       |